# وکیل طلاق شین
وکیل طلاق شین (به انگلیسی:Divorce Attorney Shin) یک سریال تلویزیونی ساخت کشور کره جنوبی در سال ۲۰۲۳ است.

## خلاصه داستان
شین(چو سونگ وو) یک وکیل با تجربه و باهوش است. حوزه تخصص او پرونده های مربوط به طلاق است و در این راه اتفاقات مختلفی را پشت سر میگذارد.

## بازیگران
| نام           | کاراکتر        |
| ------------- | -------------- |
| چو سونگ وو    | شین سونگ هان   |
| هان هه جین    | لی سو جین      |
| کیم سونگ-کیون | جانگ هیونگ گون |
| جونگ مون سونگ | جو جونگ سیک    |

| نام            | کاراکتر      |
| -------------- | ------------ |
| کانگ مال-گوم   | کیم سو یون   |
| چا هوا-یون     | ما گوم هی    |
| جون بائه سو    | پارک یو سوک  |
| نو سوسانا      | جین یونگ جو  |
| هان اون سونگ   | چوی جون      |
| لی اون جائه    | یو سو بوم    |
| کیم تائه هیانگ | سو جونگ گوک  |
| یو جو هیو      | بانگ هو یونگ |
| لی هو جه       | سو چانگ جین  |